# Guldholm kloster
Guldholm kloster, ett på ön Gulholm i Langesjø i Sønderjylland, omkring 11 km norr om staden Slesvig, omkring 1189 grundlagt cistercienskloster. Då munkarna i ett nära intill Slesvig beläget kluniacenskloster förde osedligt leverne, lät biskop Valdemar Knutsson dem flytta till Guldholm kloster och anta cisterciensernas regel. De båda olika slagen av munkar kunde emellertid icke sämjas. Då biskop Valdemar 1192 hade blivit fängslad, drog svartbröderna (cluniacenserna) tillbaka till sitt gamla kloster samt hemsökte därifrån Guldholm kloster med strid och plundring. Påven och kungen gav dock 1196 cistercienserna sitt understöd, men 1209-10 flyttade dessa till det mera nordligt belägna Ry (Glücksborg).